# Adolf Wolfgang Schuster
Adolf Wolfgang Schuster (* 8. Juni 1919 in Weiden in der Oberpfalz; † 7. Mai 2004 ebenda) war ein deutscher Jurist und Heimatforscher.

## Leben

### Schulzeit und Wehrdienst
Adolf Wolfgang Schuster war der Sohn eines oberpfälzer Postbeamten.
Seit Jahrhunderten lebten seine Vorfahren als Bauern und Handwerker in der Oberpfalz.
Schuster besuchte die Volks- und Oberrealschule in Weiden.
Nach seinem Abitur im Jahr 1937 arbeitete er beim Reichsarbeitsdienst an der Waldnaabregulierung im Hammerweg Weiden mit.
Danach wurde er zum Wehrdienst eingezogen und diente bis 1939 beim Infanterie-Regiment 41 in Amberg, mit dem er in den Krieg zog.
An der Ostfront wurde er dreimal verwundet.
Zuletzt war er Kompanieführer.

### Studium, Examen und Promotion
Bereits im Lazarett nahm Schuster ein Jurastudium an der Universität München und der Universität Erlangen auf.
Sein Referendarexamen legte er 1947 ab und promovierte 1949 mit dem Thema "Verfassungsgeschichte der Stadt Weiden im Mittelalter und in den ersten Jahrhunderten der Neuzeit".
Es folgte 1951 das Assessorexamen.

### Berufliche Entwicklung
Seit 1951 arbeitete Schuster als Gerichtsassessor beim Landgericht Weiden und bei den Amtsgerichten Weiden, Neustadt an der Waldnaab und Tirschenreuth.
1953 wurde er Landgerichtsrat, 1963 Erster Staatsanwalt und 1964 Landgerichtsdirektor.
Vom 1. Dezember 1971 bis zum 1. Juli 1984 war er Präsident des Landgerichts Weiden.

### Tätigkeiten und Ämter als Heimatforscher
Schuster war in den Jahren 1949 bis 1953 stellvertretender Hauptvorsitzender des Oberpfälzer Waldvereins.
Von 1953 bis 1956 war er Vorsitzender des Zweigvereins Weiden und bis 1967 Hauptvorsitzender des Oberpfälzer Waldvereins.
1966 regte er den Deutschen Wandertag in Weiden an.

## Werke
Schuster veröffentlichte umfangreiche Schriften zur Heimatkunde der Oberpfalz, die er sorgfältig anhand von Urkunden und Originaldokumenten vor allem im Archiv Amberg recherchierte und belegte.
- Bildband Oberpfälzer Wald und Steinwald, Weiden, Knauf-Verlag 1967, mehrere Auflagen
- Stadtbuch Weiden, Mitherausgeber, 1970
- Die Gerichtsbarkeit im Landgerichtsbezirk Weiden seit 1800
- Franz Xaver von Schönwerth, der Forscher und Sammler oberpfälzischen Brauchtums
- Advent in Bayern
- Ministerialrat Eduard Ritter von Weiß, ein verdienstvoller Weidner Eisenbahner
- Aufruhr in Weiden, eine Episode aus dem Jahre 1609
- Die Leibeigenschaft war in der Oberpfalz nicht üblich
- Ein Oberpfälzer als Landrichter in Meran
- Rechtsbeziehungen zwischen Weiden und Neustadt an der Waldnaab im Mittelalter
- Rechtsbeziehungen zwischen Weiden und Nürnberg
- Gustav Schlör, der letzte bayerische Handelsminister
- Die Burg Schellenberg im Oberpfälzer Wald
- 1000 Jahre Floss: zum Heimatfest 1976 des Marktes Floss im Oberpfälzer Wald. Floss: Marktgemeinde Floss 1976
- Die Präsidenten des Landgerichts Weiden in der Oberpfalz seit 1879: ein Beitrag zur Geschichte der oberpfälzischen Behördenorganisation, zugleich eine soziologische Untersuchung, Weiden i.d. OPf.: Schuster 1984
- Der Egerer Stadtwald – Eine juristische Abhandlung von Dr. Adolf Wolfgang Schuster. Verlag Lassleben, Kallmünz 1985
- Anekdoten um einen bayerischen Landgerichtspräsidenten Eigenverlag 1986
- Die Geschichte der Gemeinde Flossenbürg. Band I und II, Weiden: Sprintler Druck u. Verlag 1990
- 900 Jahre Gemeinde Pirk. Gemeinde Pirk 1993
- Justitia schmunzelt: Anekdoten um zwei bayerische Landgerichtspräsidenten, Weiden: Buch- und Kunstverl. Oberpfalz 1994, ISBN 3-924350-36-1
- Heimatchronik der Gemeinde Schirmitz. Druck Leonhardt GmbH, Weiden 1998